# Ernesto Tornquist

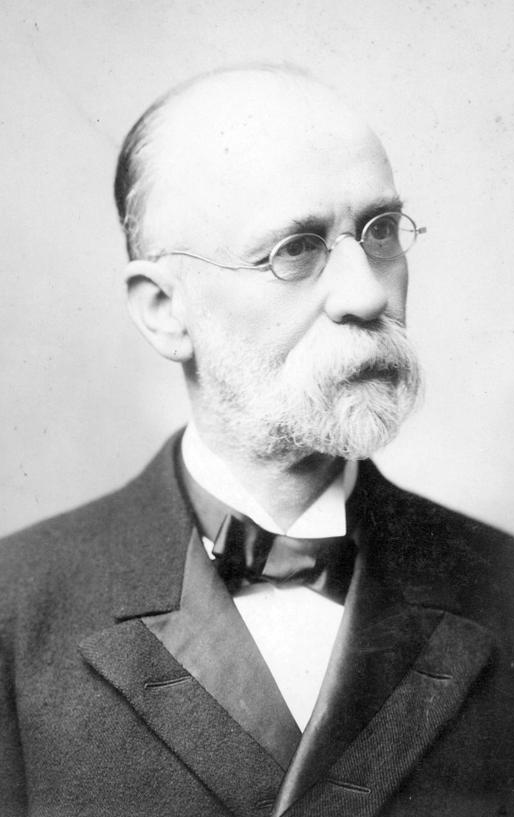
Ernesto Tornquist

Ernesto Carlos Tornquist, född 31 december 1842, död 17 juni 1908, var en argentinsk entreprenör och en av de viktigaste sådana i Argentina under slutet av 1800-talet och var delaktig i att utveckla landets ekonomi till att närma sig västerländsk standard. Bland annat grundade han Tornquist Bank, Plaza Hotel i Buenos Aires och kommunen Tornquist i södra Buenos Aires.
Tornquist spelade dessutom bland annat en roll i att förhindra kriget mellan Argentina och Chile 1902 genom att medla med Storbritannien i gränskonflikten.
Han hade svenska och tyska rötter på sin fars sida.